# رابسون گرین
رابسون گرین (انگلیسی: Robson Green؛ زادهٔ ۱۸ دسامبر ۱۹۶۴) بازیگر اهل بریتانیا است. وی از سال ۱۹۸۹ میلادی تاکنون مشغول فعالیت بوده‌است.
از فیلم‌ها یا برنامه‌های تلویزیونی که وی در آن نقش داشته‌است، می‌توان به واسپاری و لمس پلیدی اشاره کرد.